# Мусаев, Онджик
Онджик Мусаев (туркм. Onjyk Musaýew) — туркменский государственный, партийный и научный деятель. Доктор философских наук, академик.
В роли председательствующего на XIX заседании Народного совета Туркменистана 14 февраля 2007 года подписал Постановление Народного совета Туркменистана «О признании полномочий избранного Президентом Туркменистана Бердымухаммедова Курбанкули Мяликкулиевича».

## Даты жизни
Родился в 1943 году в поселке Ок Казанджикского этрапа Балканского велаята.

## Образование и специальность
Образование высшее.
Доктор философских наук. В 1986 году защитил докторскую диссертацию на тему «Взаимоотношение поколений в условиях социализма».
Академик Академии наук Туркменистана (07.12.1998).

## Карьера
1991 — 21.07.2008 — первый секретарь Политического Совета Демократической партии Туркменистана.
1994 — 21.07.2008 — первый заместитель Председателя Национального совета Общенационального движения «Галкыныш» Туркменистана (по совместительству).
30.11.2007 — 26.09.2008 — заместитель Председателя Халк Маслахаты (по совместительству).
Занимал формально выборные должности. Не был переизбран. Дальненйшая судьба неизвестна.

## Цитаты
«Нечестивый безбожник Борис Шихмурадов, нечестивый безбожник Иклым Иклымов и другие нечестивые безбожники пойманы. Это подарок, который Вам, Великий Вождь], сделали накануне Нового года Аллах и правоохранительные органы. Я много бываю среди людей, и весь народ считает это великим подарком. Это действительно подарок. У любимого Аллаха, великого вождя много чудес. Великий Аллах защитил вечно великого президента. Я ещё раз повторяю, посмотрите какие чудеса могут творить великий Аллах и вечно великий президент. Вечно великий вождь, вечно великий Сапармурад Туркменбаши, вы отменили в Туркменистане смертную казнь, это правильно. Безбожник, убийца Шихмурадов и его мерзкие пособники пытаясь убить посланника Аллаха на туркменской земле, национального пророка туркмен Сапармурада Туркменбаши совершил не просто преступление, это значительно больше, это нечто другое. Это выходит за рамки обычного терроризма. Иногда то в одном уголке мира, то в другом некоторые псевдодемократы пытаются нас учить демократии. Это ненужное нам знание. Уж где-где, а уж в Туркменистане разбираются в демократии. Нечестивых изменников родины, безбожных врагов народа надо раздавить, уничтожить. Если мы их не уничтожим, то они, не задумываясь, уничтожат нас. Поэтому их надо убить».

(Из выступления О. Мусаева на XIII заседании Народного совета (Халк маслахаты) Туркменистана 30 декабря 2002 года) 
«Давайте ещё крепче возьмем в руки и высоко вознесем над собой наш зелёный стяг, рожденный гением Великого Сердара, гордо пронесем его через года и десятилетия Золотого века. Давайте все вместе ещё глубже и вдохновеннее будем изучать великое учение — священную Рухнама, дарованную и оставленную нам в наследство Сапармуратом Туркменбаши Великим, и с её помощью преодолеем все трудности и невзгоды, укрепив свой дух, познав себя и окружающий мир. Давайте и после невосполнимой потери — кончины Великого Сердара — каждый день и каждый миг все свои дела, помыслы и чаяния сверять с заветами Сапармурата Туркменбаши Великого и всегда быть ему верными, помня слова священной клятвы на верность и преданность человеку, основавшему суверенное Туркменское государство после многих веков исторического беспамятства туркмен, даровавшему народу сегодняшнюю счастливую жизнь, блага современной цивилизации Золотого века туркмен. Вечная память Сапармурату Туркменбаши Великому, пусть его душа пребывает в раю!»

(«Идеалам великого Сердара — верны!» О. Мусаев, газета «Нейтральный Туркменистан» от 24 декабря 2006 года) 
«Новое время — эпоха великого Возрождения — поставило в повестку дня вопрос об обновлении Конституции страны, творческом её развитии. Эта актуальная задача сегодня в поле зрения всего общества, всех наших граждан. Её значение продиктовано тем выбором, который наш народ сделал на президентских выборах, вверив свою судьбу испытанному лидеру, прогрессивному государственному деятелю — выдающемуся реформатору Курбанкули Бердымухаммедову. Этот выбор — в пользу подлинного национального Возрождения, во имя приобщения к лучшим достижениям мировой цивилизации. Внесения в Основной Закон изменений и дополнений требуют размах и динамика осуществляемых преобразований, эволюционных перемен в экономике, политике, социальной и культурной сферах нашей жизни под руководством уважаемого Президента — реформатора Курбанкули Бердымухаммедова».

(«Творческое развитие Конституции Туркменистана» О. Мусаев, газета «Нейтральный Туркменистан» от 8 мая 2008 года)

## Избранная библиография
- Межнациональные браки и семьи в Туркменистане: Автореферат дис. на соискание ученой степени кандидата философских наук / О. Мусаев. — Туркм. гос. ун-т им. А. М. Горького. АН ТССР. Ин-т истории им. Ш. Батырова. — Ашхабад, 1971.
- Межнациональные браки и семьи в советском обществе / О. Мусаев, канд. филос. наук. — Ашхабад, 1973.
- Советский народ — новая историческая общность людей / О. Мусаев, канд. филос. наук. — Ашхабад, 1974.
- Политическая культура личности в развитом социалистическом обществе: преемственность и пути развития / И. С. Дзюбко, О. Мусаев. — Ашхабад, 1985.
- Взаимоотношение поколений в условиях социализма: диссертация доктора философских наук / О. Мусаев — Ашхабад, 1986.
- Коммунистическое воспитание трудящихся Туркменистана в современных условиях: опыт и проблемы / [Редкол.: О. Мусаев (отв. ред.) и др.] ; АН ТССР, Ин-т истории партии при ЦК КП Туркменистана — фил. Ин-та марксизма-ленинизма при ЦК КПСС. — Ашхабад, 1989.
- Партийные организации в условиях перестройки: Материалы науч.-практ. конф. «Актуал. вопр. перестройки парт. работы в свете решений XIX Всесоюз. конф. КПСС и июл. (1988 г.) Пленума ЦК КПСС», состоявшейся в г. Небит-Даге 17 дек. 1988 г. / [Редкол.: О. Мусаев и др.]. — Ашхабад, 1989.
- Молодежи — идейную закалку : (Сб. ст.) / О. Мусаев, М. Н. Мурадов, Л. Ф. Савинова, А. Д. Чарыкулиев; [Под ред. О. Мусаева (отв. ред.), Б. Д. Эльбаума]; Ин-т истории партии при ЦК КП Туркменистана — фил. Ин-та марксизма-ленинизма при ЦК КПСС. — Ашхабад, 1990.
- Партийная учёба: организация, опыт, проблемы / [Савинова Л. Ф., Еськов А. А., Горюнова В. С., Агалиев К. Х.]; Под ред. О. Мусаева; Ин-т истории партии при ЦК КП Туркменистана — фил. Ин-та марксизма-ленинизма при ЦК КПСС, Чарджоус. обком Компартии Туркменистана. — Ашхабад, 1990.

## Награды и звания
- Медаль «Гайрат» (26.10.1993)
- Орден «За большую любовь к независимому Туркменистану» (07.12.2003)
- Орден «Золотой век» II степени (19.10.2006)

## Варианты транскрипции имени
- Имя: Онджык